# Конфалоньери, Диего
Диего Конфалоньери (итал. Diego Confalonieri, род.11 апреля 1979) — итальянский фехтовальщик-шпажист, призёр чемпионатов мира, Европы и Олимпийских игр.

## Биография
Родился в 1979 году в Брессо. В 2003 и 2006 году становился бронзовым призёром чемпионата Европы. В 2007 году стал обладателем серебряной и бронзовой медалей чемпионата мира. В 2008 году завоевал бронзовые медали чемпионата Европы и Олимпийских игр в Пекине, и стал кавалером ордена «За заслуги перед Итальянской Республикой». В 2009 году вновь стал бронзовым призёром чемпионата мира.